# パタスモンキー
パタスモンキー (Erythrocebus patas) は、哺乳綱霊長目オナガザル科パタスモンキー属に分類される霊長類。本種のみでパタスモンキー属を構成するが、2 - 3種に分割する説も提唱されている。別名パタスザル。

## 分布
ウガンダ、エチオピア、ガーナ、カメルーン、ガンビア、ギニア、ギニアビサウ、ケニア、コートジボワール、コンゴ民主共和国、シエラレオネ、スーダン、セネガル、タンザニア、チャド、中央アフリカ共和国、トーゴ、ナイジェリア、ニジェール、ブルキナファソ、ベナン、マリ共和国、南スーダン、モーリタニア

## 形態
体長58 - 75センチメートル。尾長62 - 74センチメートル。体重オス12キログラム、メス6キログラム。オスよりもメスの方が小さい。体色は赤褐色。腹部や四肢・尾は白い。パタス (patas) は現地の言葉で「赤い」の意。属名Erythrocebusは「赤いサル」の意。
顔は黒い。一方で飼育下の屋内などでは淡色になるとされる。白い口髭が生える。四肢は長く、指は短く頑丈で、地表での生活や走行に適している。
幼獣は明褐色で、顔はピンク色だが生後2か月ほどで黒くなる。オスの陰茎は赤く、陰嚢は明青色。

## 分類
パタスモンキー属をオナガザル属の亜属とする説もある。
従来1属1種のモノタイプとして扱われていたが、2017年に青ナイル川流域の個体群をE. poliophaeusとして分割する説が提唱された。2020年のIUCNレッドリストではさらにタンザニア北中部の個体群をE. baumstarkiとして分類している。
以下の分類・和名・英名は「日本モンキーセンター 霊長類和名リスト 2024年7月版」に従う。
- Erythrocebus baumstarki ミナミパタスモンキー Southern patas monkey
- Erythrocebus patas パタスモンキー Patas monkey
- Erythrocebus poliophaeus ブルーナイルパタスモンキー Blue Nile patas monkey

## 生態
アカシアの低木林やサバンナなどに生息する。地表棲傾向が強い。夜間は低木の上などで休む。1頭のオスと複数頭のメスからなる群れ（ハレム・単雄群）を形成する。走行速度は時速55キロメートルに達するとされ、霊長類の走行速度では最も速い。群れで行進するように移動することもあり、Military（軍隊の意）やHussar（軽騎兵の意）の由来になっている。行動圏は50平方キロメートルに達する。
アカシア類などの木の葉、草本の芽、花、果実、樹脂、キノコ、昆虫などを食べるが、鳥類やその卵、爬虫類を食べることもある。
繁殖様式は胎生。雨季に交尾を行う。妊娠期間は5か月半。1回に1頭の幼獣を産む。昼間に出産し、これは夜行性の捕食者を避ける・昼間に木陰で休むことから群れに遅れないようにするためだと考えられている。オスは生後4年で性成熟を迎える。メスは生後1年半から3年半、多くの個体で生後3年以内に初産を迎える。

## 人間との関係
東部個体群をNisnasと呼称することもある。
実験動物として利用されることもある。
広義の本種として絶滅のおそれは低いと考えられているが、農地開発や過放牧による生息地の破壊、害獣としての駆除、食用の狩猟などにより生息数は減少している。1977年に霊長目単位でワシントン附属書IIに掲載されている。
日本では2018年現在エリュトロケブス・パタスとして特定動物に指定されている。1959年に恩賜上野動物園で飼育下繁殖例がある。
IUCNレッドリストでは2020年の時点で、パタスモンキー類を3つの独立種として分類・判定している。
E. baumstarki ミナミパタスモンキー
CRITICALLY ENDANGERED (IUCN Red List Ver. 3.1 (2001))

E. patas パタスモンキー（狭義）
NEAR THREATENED (IUCN Red List Ver. 3.1 (2001))

E. poliophaeus ブルーナイルパタスモンキー
DATA DEFICIENT (IUCN Red List Ver. 3.1 (2001))